# Guillermo Hernangómez Heredero
Guillermo Hernangómez Heredero (Madrid, España, 21 de marzo de 1963) es un exjugador de baloncesto español. Con 2,03 de estatura, su puesto natural era el de pívot.

## Biografía
Está casado con la exjugadora internacional por España Margarita Geuer y es padre de los también jugadores de baloncesto Willy (n. 1994), Juancho (n. 1995) y Andrea Hernangómez (n. 2000). En la actualidad trabaja en el sector bancario.

## Trayectoria
Formado en las categorías inferiores del Real Madrid, jugó durante una temporada en el primer equipo merengue. Los otros equipos donde militaría son Bosco La Coruña (1983-84 y 1986-87), CB Guadalajara (1984-85), Estudiantes (1987-89), Cajamadrid (1989-90), Azuqueca (1990-91) y Bansander (1992-93).